# Aldeia dos Chãos
Aldeia dos Chãos é uma aldeia localizada no Município de Santiago do Cacém, pertencente à mesma freguesia, distando cerca de 3 km do centro de Santiago do Cacém. Local com vestígios de ocupação romana, possível Villa, ficando próximo da ruínas de Miróbriga.